# Čerda
Čerda (mađ. Cserdi) je selo u južnoj Mađarskoj.
Zauzima površinu od 6,46 km četvornih.

## Zemljopisni položaj
Nalazi se na 46° 4' sjeverne zemljopisne širine i 18° istočne zemljopisne dužine. Eleš je 500 m sjeverozapadno, Bikeš je 1 km sjeverno, kotarsko sjedište Selurinac je 3 km južno, Senta je 3 km jugozapadno, Nagyváty je 3 km zapadno-jugozapadno, Boda je 4 km istočno, a Sentžebet je 5 km zapadno.

## Upravna organizacija
Upravno pripada Selurinačkoj mikroregiji u Baranjskoj županiji. Poštanski broj je 7683. 

## Promet
Nalazi se uz željezničku prugu Budimpešta-Pečuh, s istočne strane. U selu je i željeznička postaja.

## Stanovništvo
Čerda ima 350 stanovnika (2001.). 61% su Mađari. Manjinsku samoupravu imaju Romi, kojih je više od četvrtine te Nijemci, kojih je 1%.

## Vanjske poveznice
- Čerda na fallingrain.com